# سيلفيو مارتينيز
سيلفيو مارتينيز (بالإنجليزية: Silvio Martínez)‏ هو لاعب كرة قاعدة دومينيكاوي، ولد في 19 أغسطس 1955 في سانتياغو دي لوس كاباليروس في جمهورية الدومينيكان.

## وصلات خارجية
- سيلفيو مارتينيز على موقع دوري كرة القاعدة الرئيسي (الإنجليزية)
- سيلفيو مارتينيز على موقعبيزبول رفرنس.كوم (الدوري الرئيسي) (الإنجليزية)
- سيلفيو مارتينيز على موقعبيزبول رفرنس.كوم (الدوري الثانوي) (الإنجليزية)